# Trường Đào tạo Cán bộ Quản lý Doanh nghiệp
Trường Cán bộ Quản lý Doanh nghiệp thuộc Liên đoàn Thương mại và Công nghiệp Việt Nam có chức năng đào tạo, bồi dưỡng kiến thức và kỹ năng quản lý kinh tế, quản lý kinh doanh, tin học và ngoại ngữ cho các doanh nghiệp. Trường đã hợp tác với nhiều trường đại học và học viện trên thế giới để tổ chức các khóa học chuyên môn, các buổi hội thảo chuyên đề. Các lớp học này nhằm giúp các doanh nghiệp tiếp cận kiến thức về quản trị kinh doanh bằng nhiều phương pháp quản lý, hội nhập và trao đổi thương mại quốc tế, luật kinh doanh quốc tế, thương mại điện tử...
Trường Cán bộ Quản lý Doanh nghiệp cũng là nơi trao đổi và giới thiệu thông tin của các doanh nghiệp trong và ngoài nước.